# 福岡の学校選びがわかる本
福岡の学校選びがわかる本は、福岡県、佐賀県、長崎県を対象地域とする年刊の教育情報誌。

## 概要
2004年7月創刊。毎年、基本的には7月25日発行。A4変形判、定価300円。出版元は株式会社ドリームスタッフ。福岡県、佐賀県、長崎県、一部大分県の書店で販売。
姉妹誌として「福岡の学校と塾がわかる本」（毎年2月発行・創刊2017年）、「大分の学校選びがわかる本」（毎年6月発行・創刊2005年）、「大分の学校と塾がわかる本」（毎年2月発行・創刊2002年）がある。